# Microrregión de Catalão
La Microrregión de Catalão es una de las microrregiones del estado brasilero de Goiás perteneciente a la mesorregión Sur Goiano. Su población fue estimada en 2006 por el IBGE en 133.156 habitantes y está dividida en once municipios. Posee un área total de 15.206,842 km². Siendo el municipio más poblado Catalão.

## Municipios
| Municipio                                                 | Área {km²) | Población en 07/2006 | PIB (R$ 1.000,00) en 2005 | PIB per cápita en 2005 |
| --------------------------------------------------------- | ---------- | -------------------- | ------------------------- | ---------------------- |
| Anhangüera                                                | 57         | 966                  | 5.407                     | 5.936                  |
| Campo Alegre de Goiás                                     | 2.463      | 5.767                | 112.746                   | 24.927                 |
| Catalão                                                   | 3.778      | 98.000               | 2.538.840                 | 35.974                 |
| Corumbaíba                                                | 1.482      | 8.001                | 163.164                   | 22.173                 |
| Cumari                                                    | 580        | 3.055                | 18.990                    | 5.854                  |
| Davinópolis                                               | 520        | 2.013                | 14.290                    | 7.039                  |
| Goiandira                                                 | 561        | 4.925                | 29.368                    | 6.227                  |
| Ipameri                                                   | 4.369      | 23.114               | 317.219                   | 13.341                 |
| Nova Aurora                                               | 303        | 2.094                | 12.088                    | 6.111                  |
| Ouvidor                                                   | 414        | 4.736                | 123.612                   | 26.715                 |
| Três Ranchos                                              | 282        | 2.862                | 16.363                    | 5.131                  |
| Los municipios de la Microrregión Catalão, según el IBGE. |            |                      |                           |                        |

- Datos: Q1346760